# Рухома група зір дзети Геркулеса
Рухома група зір дзети Геркулеса — понад два десятки зір, які рухаються в просторі в одному напрямку.
Існування цієї рухомої групи було виявлено 1958 року Оліном Дж. Еггеном. Ґрунтуючись на високій швидкості руху Дзети Геркулеса, він шукав зорі, які мали б подібну швидкість і напрямок руху. Загалом він визначив 22 кандидати в члени цієї групи. Серед них: β Південної Гідри, ρ Персея, η Сітки, φ1 Вовка, ζ Геркулеса і ε Октанта. Він оцінив просторову швидкість групи в 74,5 км/с.
1970 року Річард Вуллі додав до членів цієї групи близько десяти зір, зокрема φ² Павича й ζ1/ζ² Сітки.
Однак членство у цій групі ζ Геркулеса і HD 158614 було поставлено під сумнів, оскільки дослідження виявили, що вони набагато молодші, ніж інші зорі групи. Середній вік зір групи було оцінено як 8,2 млрд років[відсутнє в джерелі], тоді як вік ζ Геркулеса оцінюється як 6,3 млрд років[відсутнє в джерелі]. Однак аналіз металічності зір групи не свідчить про значну різницю між ними.